# Glänzende Glattschnecke
Die Glänzende Glattschnecke (Cochlicopa nitens), auch Glänzende Achatschnecke genannt, ist eine landlebende Schneckenart aus der Familie der Glattschnecken (Cochlicopidae).

## Merkmale
Das Gehäuse ist 6,2 bis 7,5 mm hoch und 2,8 bis 3,4 mm (bis 3,2 mm) breit (dick). Die Umgänge sind stark gewölbt, die Nähte deutlich ausgebildet. Es ist hornbraun, kastanienbraun bis kaffeebraun gefärbt und transparent. Die Oberfläche ist stark glänzend. Die birnenförmigeMündung ist gerundet. Die Lippe ist wenig verdickt.
Der Weichkörper ist fast schwarz und scheint durch das Gehäuse durch. Im männlichen Teil des Geschlechtsapparates zweigt der Samenleiter (Vas deferens) früh vom Eisamenleiter (Spermovidukt) ab. Der Samenleiter ist wenig gewunden und geht in den Epiphallus über. Dieser ist etwa so lang wie der Penis. Am Übergang Penis/Epiphallus setzt der Retraktormuskel und ein sehr langer, dünner, am Ende dick-keulenförmig verdickten Appendix an. Der freie Eileiter ist länger als die Vagina. Die Spermathek ist mäßig lang, die Blase relativ klein. Etwa in der Hälfte setzt ein sehr mäßig langes Divertikulum an.

### Ähnliche Arten
Das Gehäuse von Cochlicopa nitens ist größer und breiter als das Gehäuse von Cochlicopa lubrica und besitzt stärker gewölbte Umgänge sowie eine deutlichere Naht. Der Apex ist spitzer als bei C. lubrica. Es ist auch meist deutlich dunkler. Der Geschlechtsapparat der beiden Arten ist sehr ähnlich. Bei C. lubrica ist lediglich der freie Eileiter sehr viel länger als die Vagina; bei C. nitens ist der freie Eileiter nur wenig länger als die Vagina. Dafür unterscheidet sich der Geschlechtsapparat von beiden Arten doch recht deutlich von dem von Cochlicopa lubricella. 

## Geographische Verbreitung, Lebensraum und Lebensweise
Die Glänzende Glattschnecke kommt nur an wenigen Stellen in Europa vor, die meist völlig isoliert voneinander sind. Sie ist nur von jeweils wenigen Fundorten in Südostschweden, Dänemark (Seeland), dem Baltikum, Nordfrankreich, Schweiz, Österreich, Deutschland, Tschechien, der Slowakei, Polen, Ungarn und Bulgarien bekannt. Die Art ist subfossil auch in England und Kanada (Quebec) nachgewiesen. Im Osten erstreckt sich das Verbreitungsgebiet über die Osteuropäische Tafel, die Krim, den Kaukasus bis in das südliche Sibirien.
Sie bevorzugt sehr feuchte kalkreiche Standorte wie periodisch überflutete Moore und Sümpfe, entlang Bewässerungskanälen, aber auch sehr nasse Wiesen und nasse Wälder auf kalkigem Untergrund. In der Schweiz ist sie bis in eine Höhe von 1200 m zu finden.

## Systematik und Taxonomie
Das Taxon wurde 1848 von Meinrad Ritter von Gallenstein als Bulimus nitens erstmals wissenschaftlich beschrieben. Es wurde meist als Synonym von Cochlicopa lubrica betrachtet. Erst seit 1956 ist das Taxon allgemein als selbständige Art anerkannt.

## Gefährdung
Die Art ist in Europa sehr selten und auf wenige Standorte beschränkt. Sie ist besonders durch intensive Landwirtschaft und Habitatzerstörung gefährdet. Sie gilt in Deutschland als vom Aussterben bedroht, in Österreich und der Schweiz als stark gefährdet. Die IUCN stuft die Art insgesamt gesehen als nicht gefährdet ein.

## Belege

### Online
- AnimalBase - Cochlicopa nitens